# 델타 블루스
델타 블루스(Delta blues)는 미국 남부 미시시피강 유역과 테네시주 멤피스 등의 지역에서 발생한 초기 블루스 음악 중 하나이다. 연주 악기로 특히 기타와 하모니카가 가장 많이 사용되었다.

## 같이 보기
- 로버트 파머 (작가)